# يحيى رسول
يحيى رسول عبد الله الزبيدي، لواء القوات الخاصة العراقية، الناطق باسم القائد العام للقوات المسلحة في العراق، ولد في عام 1969 م في العاصمة العراقية بغداد، بدأ مسيرته المهنية عام 1989 وتدرج بالرتبة والمناصب ليشغل حالياً منصب الناطق باسم القائد العام للقوات المسلحة ومدير مديرية الاعلام والتوجيه المعنوي في وزارة الدفاع العراقية، كما شغل سابقاً منصب المُتحدث باسم قيادة العمليات المشتركة العراقية والمتحدث باسم خلية الاعلام الأمني العراقية.

## نشأته
ولد يحيى رسول في العاصمة بغداد في سنة 1969 وهو خريج الكلية العسكرية الأولى الدورة 73 في 6 كانون 1989

## المسيرة العسكرية
1- معلم صاعقة في مدرسة القوات الخاصة للفترة من 1989- 1991
2- امر فصيل طلاب في الكلية العسكرية الأولى 1992- 1995
3- امر سرية اسناد للفترة من 1995 – 2000
4- ضابط استخبارات في الحرس الوطني العراقي للفترة من 2003 -2006
5- معاون امر فوج في الجيش العراقي 2006- 2007
7- امر الفوج الثاني اللواء الثاني والأربعين في فرقة المشاة الحادية عشرة للفترة من 2007 -2010
7- مدير مكتب الأمين لوزارة الدفاع للفترة من 2010- 2015
8- الناطق باسم قيادة العمليات المشتركة للفترة من 2015 – 2019
9- مدير مديرية الاعلام والتوجيه المعنوي في وزارة الدفاع منذ 2019 وحتى الان 
10- الناطق باسم القائد العام للقوات المسلحة منذ 2020 وحتى الان

## انظر أيضًَا
- قاسم عطا

## وصلات خارجية
- تويتر
- انستكرام
- تلكرام